# Triumpilini

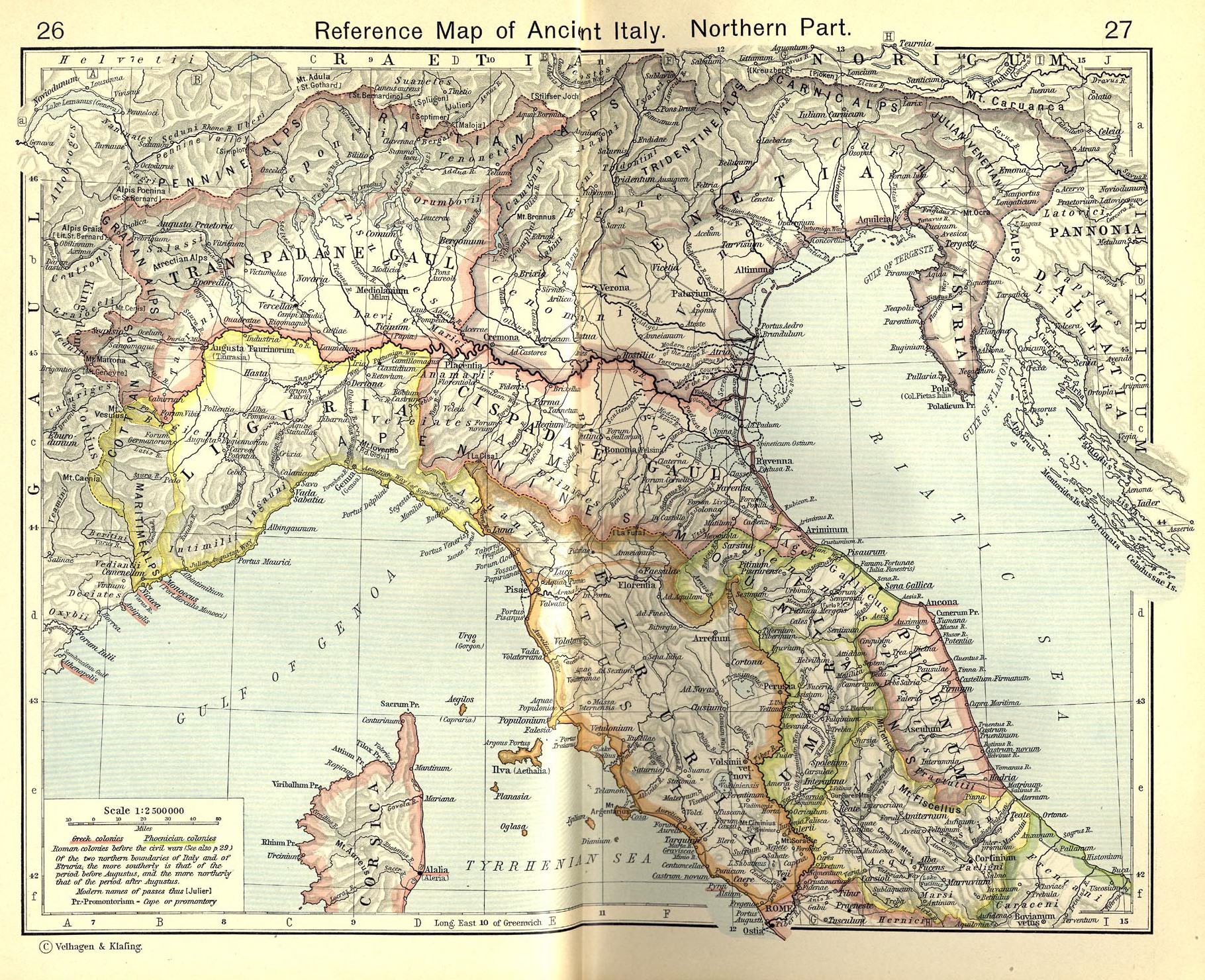
L'Italia centro-settentrionale secondo lHistorical Atlas con i Trumplini nella sezione occidentale della Venetia

I Trumplini erano un antico popolo alpino stanziato in Val Trompia.
Il loro nome capita scritto anche nelle forme Triumpilini o Triumplini, se non Valtrumplini in epoche posteriori.
I Trumplini vennero sottomessi a Roma nel contesto delle campagne di conquista di Augusto di Rezia e arco alpino, condotte dai suoi generali Druso maggiore e Tiberio (il futuro imperatore) contro i popoli alpini tra il 16 e il 15 a.C.
Lo storico romano Plinio il Vecchio (23-79 d.C.), rifacendosi alle Origines di Catone il Censore descrive i Trumplini come una delle varie tribù euganee assoggettate dai Romani:
(Plinio il Vecchio, Naturalis historia, III, 133-134)
Si suppone che, a seguito della sconfitta, fossero stati venduti in massa all'incanto
Il nome degli Trumplini è ricordato in prima posizione nel Trofeo delle Alpi ("Tropaeum Alpium"), monumento romano eretto nel 7-6 a.C. per celebrare la sottomissione delle popolazioni alpine e situato presso la città francese di La Turbie:
(Trofeo delle Alpi, Iscrizione frontale)

### Fonti primarie
- Trofeo delle Alpi